# Лёвенвольде, Фридрих Иоганн
Фридрих Иоганн Густавович Лёвенвольде (нем. Friedrich Johann von Löwenwolde; 1776—1832, Раппин) — лифляндский ландмаршал (1827—1830).

## Биография
Родился 6 июля 1776 года[по какому календарю?] в семье действительного статского советника Иоганна Густава Лёвенвольде (нем. Johann Gustav Freiherr von Löwenwolde; 1733—1791) — владельцем Раппина, мызами Пала и Пауленгоф; служил в армии, вышел в отставку в звании майора; в 1783—1786 годах — лифляндский ландрат. В 1790 году купил Ропкой, где и умер; похоронен в 1792 в Раппине. Ропкой был продан 18 октября 1800 года за 110 000 руб. советнику Готтлибу фон Браш. Мать — Агриппина Каролина Иоганна, баронесса Мейендорфф (нем. Agrippina Carolina Johanna, Baronesse Meyendorff; 17.10.1756 — 1812), дочь майора Георга Иоганна барона Мейендорффа.
В 1797 году изучал историю в Гёттингене. В 1805—1823 годы — волостной судья; с 1818 по 1824 год был уездным депутатом в Дерпте. В 1827—1830 годы — лифляндский ландмаршал, с 1830 года — также ландрат.
Умер 15 октября 1832 года[по какому календарю?] в родовом имении Раппин, где им был разбит приусадебный парк. Также владел Вёбсом; оба имения были проданы наследниками 1 мая 1836 за 150 000 руб. майору, барону Густаву Шульцу.

### Семья
Жена (с 15.5.1819) — Доротея Каролина фон Анреп (20.5.1797 — ?), дочь Генриха Рейнгольда фон Анреп; несколько лет была председателем женского союза в Дерпте.
Их дочь — Мария.